# Saint-Georges-de-Commiers
Saint-Georges-de-Commiers is een gemeente in het Franse departement Isère (regio Auvergne-Rhône-Alpes). De plaats maakt deel uit van het arrondissement Grenoble. Saint-Georges-de-Commiers telde op 1 januari 2022 2.691 inwoners. 

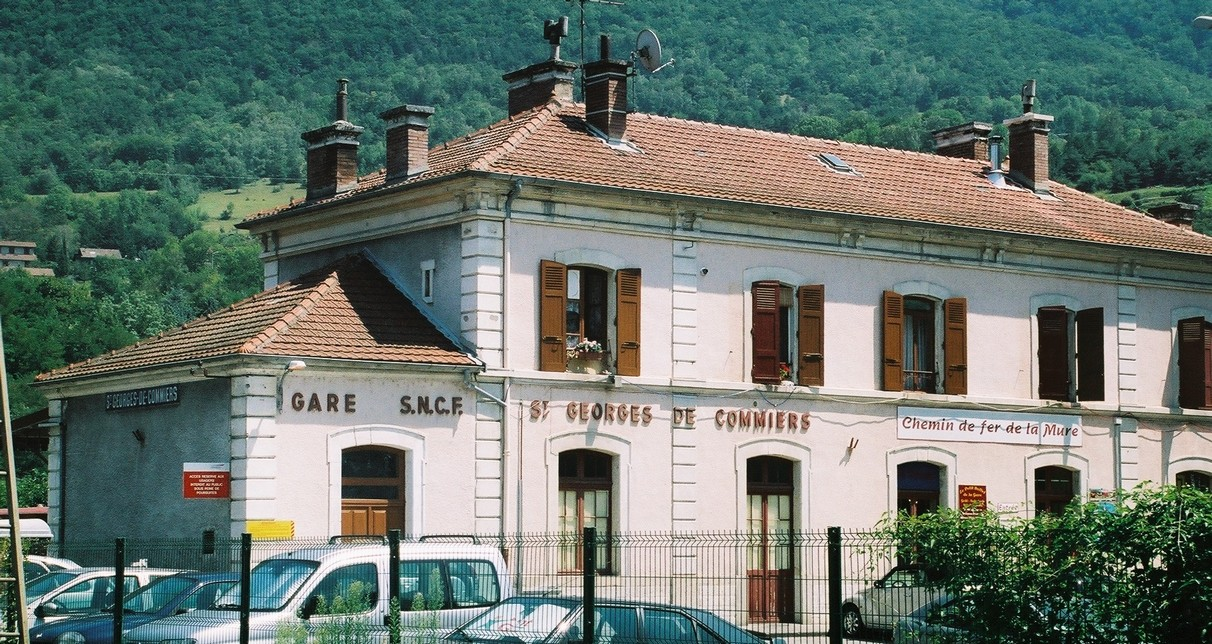
Station van Saint-Georges-de-Commiers
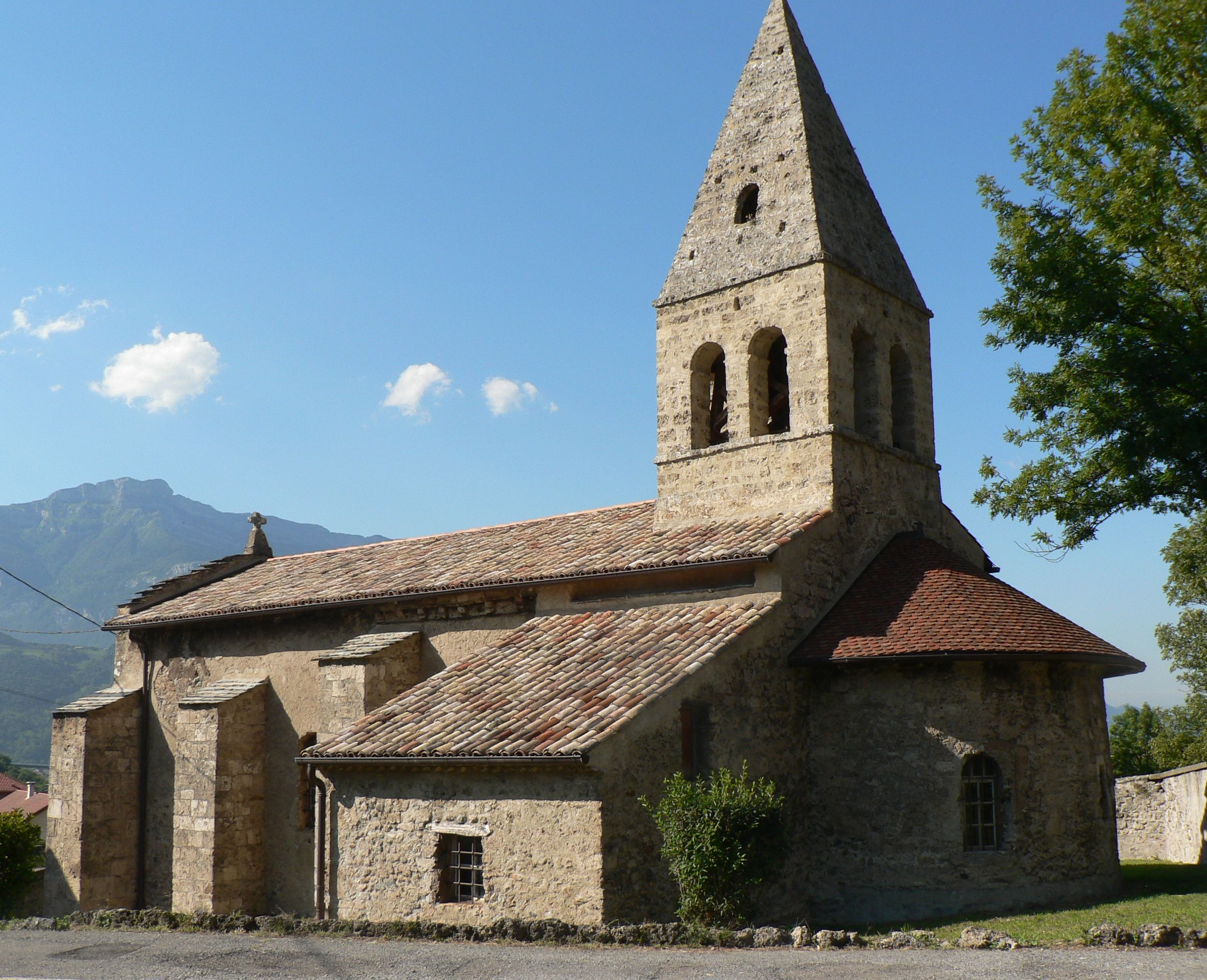
Kerk Saint-Georges van Saint-Georges-de-Commiers

## Geografie
De oppervlakte van SSaint-Georges-de-Commiers bedroeg op 1 januari 2022 14,62 vierkante kilometer; de bevolkingsdichtheid was toen 184,1 inwoners per km².

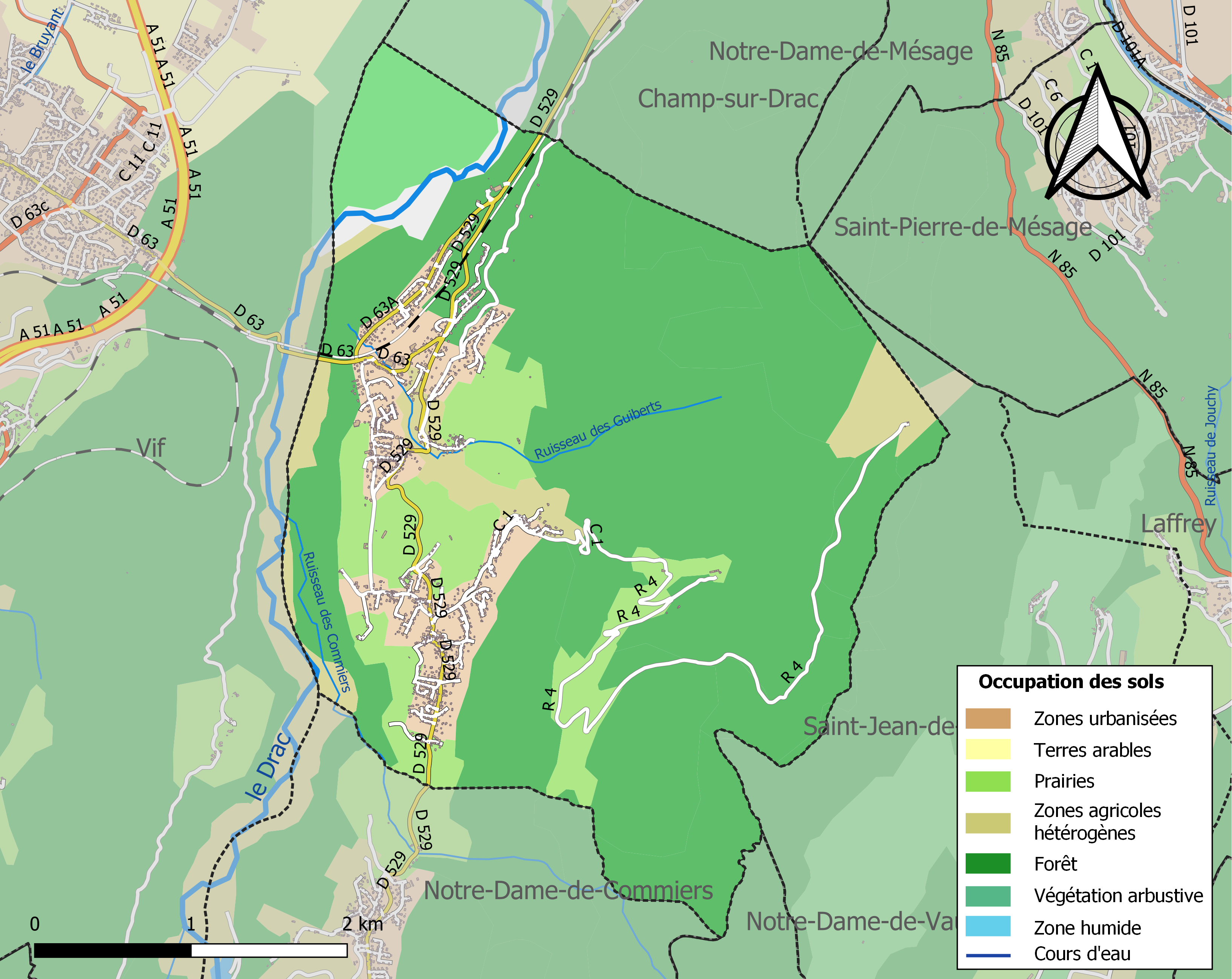
Kaart van de gemeente met de belangrijkste infrastructuur, bodemgebruik en omliggende gemeenten

## Verkeer en vervoer
In de gemeente ligt spoorwegstation Saint-Georges-de-Commiers.

## Demografie
Onderstaande figuur toont het verloop van het inwonertal (bron: INSEE-tellingen).